# Брылевский, Василий Антонович
Василий Антонович Брылевский (укр. Василь Антонович Брилевський), известный под псевдонимами «Боровой» (укр. Боровий) и «Босой» (укр. Босий; 1915, Середпольцы — 19 июня 1945, Клещивна) — деятель ОУН-УПА (майор), командир загона имени Хмельницкого в ВО «Заграва», начальник учебного отдела ГВО «УПА-Запад», рыцарь Серебряного Креста Боевой Заслуги 2-го класса.

## Биография
Родился в 1915 году в селе Середпольцы (ныне в Радеховской городской общине Львовской области). Состоял в ОУН с 1930-х годов, участник II Великого сбора в Кракове.
C 1941 года служил сначала чотовым батальона «Нахтигаль», затем лейтенантом 201-го батальона шуцманшафт. В январе 1943 года был арестован гестапо по подозрению в антинемецкой деятельности, но избежал суда и покинул шуцманшафт. В рядах УПА был инструктором нескольких старшинских школ. С января 1944 года сотник и начальник учебного отдела ГВО «УПА-Запад». С 1944 года инструктор Старшинской школы УПА «Олени».
15 октября 1944 Брылевский был ранен в ходе операции войск НКВД по уничтожению школы, но ушёл от преследования. 19 июня 1945 в селе Клещивна он был убит силами НКВД.
25 апреля 1945 награждён Серебряным Крестом Боевой Заслуги 2-го класса. 14 октября 2017 г. в г. Радехов Львовской области Серебряный Крест Боевой Заслуги 2 класса (№ 004) передан Марии Дидух, племяннице Василия Брылевського «Борового».